# Mas de Puigbò
El Mas de Puigbò és una obra del municipi de Gombrèn (Ripollès) inclosa en l'Inventari del Patrimoni Arquitectònic de Catalunya.

## Descripció
El mas de Puigbò és un conjunt d'edificacions que s'ha anat desenvolupant al llarg del temps, adaptant-se a les necessitats de cada moment. El conjunt està format pel cos més important, destinat a residència amb unes grans galeries obertes, a la part de la solana, com eixugadors de les collites, i altres edificacions annexes destinades a guardar el bestiar i els estris de conreu; altres edificacions són destinades a pallissa. El conjunt es desenvolupa entorn d'un gran pati o corral. Arquitectònicament és d'estic tradicional, essent els materials emprats, la pedra, la fusta, i teula àrab o la coberta.

## Història
El mas degué néixer a l'edat mitjana, a redós del castell de Sant Martí de Puigbò; el fet de portar el topònim del veïnat, dona idea que deuria ésser el mas més important de la contrada. Al llarg del temps va tenir modificacions i transformacions, havent-hi a la llinda de la porta la data de 1880, l'última reforma.